# Jugiong
Jugiong är en ort i Australien. Den ligger i kommunen Hilltops och delstaten New South Wales, i den sydöstra delen av landet, omkring 290 kilometer väster om delstatshuvudstaden Sydney. Antalet invånare är 229.
Runt Jugiong är det mycket glesbefolkat, med 2 invånare per kvadratkilometer.. Närmaste större samhälle är Coolac, omkring 19 kilometer sydväst om Jugiong.
Trakten runt Jugiong består till största delen av jordbruksmark. Genomsnittlig årsnederbörd är 875 millimeter. Den regnigaste månaden är februari, med i genomsnitt 156 mm nederbörd, och den torraste är oktober, med 36 mm nederbörd.